# Biagio Iacovelli
Biagio Iacovelli (Maratea, 29 maggio 1992) è un attore e scrittore italiano.

## Biografia
Originario di Latronico, in Basilicata, si trasferisce a Roma (dove vive attualmente con la moglie e i due figli) per studiare recitazione presso l'accademia teatrale Sofia Amendolea, entrando nell'albo d'oro come Migliore Allievo nel giugno del 2012. Al cinema è protagonista de La Sindrome di Antonio, diretto da Claudio Rossi Massimi, al fianco di Giorgio Albertazzi, Remo Girone, Moni Ovadia e Antonio Catania. Torna a lavorare con lo stesso regista per il film Il Diritto alla Felicità del 2021, con Corrado Fortuna.
Si dedica principalmente al teatro, entrando nella compagnia I Cani Sciolti e portando avanti progetti con altre realtà, come i Rakun Project, con cui vince nel 2015 il premio del Festival Pop Comedy di Roma come Migliore attore protagonista insieme a Federico Pastore per Piano B., scritto e diretto da Giulia Bolatti.
Nel 2019 firma il suo primo contratto editoriale con Eretica Edizioni, dando alle stampe Antropozoologie - Studio verosimile di una realtà grottesca, che vince il premio della Critica della nona edizione del Nero su Bianco - Premio letterario Mino De Blasio. Nel 2021 viene pubblicato il suo secondo libro Il Serenissimo - Ovvero, l'inatteso fascino della mediocrità con Rogas Edizioni.
Il 2022 lo vede impegnato nella tournée del “Don Chisciotte” di Alessio Boni, Marcello Prayer e Roberto Aldorasi. Pubblica, inoltre, nello stesso anno il libro “L’annoiata e discreta settimana del tempo” per i tipi di Libero Marzetto Editore. 
Nel 2024, con la sua Compagnia, Gelidi Produzioni, porta in scena lo spettacolo “Il Serenissimo”, tratto dal suo omonimo romanzo. Nello stesso anno è parte del cast di “Come Ogni Mattina”, mediometraggio di Claudio Rossi Massimi, con Vanessa Gravina e Leandro Amato.

## Filmografia parziale

### Cinema
- L'ultimo giro di valzer, regia di Francesco Felli (2012)
- La Sindrome di Antonio, regia di Claudio Rossi Massimi (2016)
- Il diritto alla felicità, regia di Claudio Rossi Massimi (2021)
- Come ogni mattina, regia di Claudio Rossi Massimi (2024)

Televisione
• I Racconti di Talia, regia di Rodolfo Mantovani (2022)

### Video musicali
- The Omega Project dei The Electric Diorama, regia di Roberto Cruciani e Matteo Bruno (2013)
- Dietro Le Facciate di Othelloman, regia di Adriano Santucci (2013)

### Pubblicità
- The Nextdoor Hello (2016), per Nescafé, regia di Alessandro Genovesi

## Teatro
- L'ospite, di Monica Raponi (2012)
- L'ultimo inquisitore, di Paolo Alessandri (2012)
- The Colours of Execution, di Fabio Omodei (2012)
- Kill the Children, di Fabio Omodei (2013)
- Piramo e Tisbe: prove da matti, di Flavia Martino (2013)
- La pillola rossa, adattamento della Mandragola di Niccolò Machiavelli a cura di Luca Pennacchioni (2014)
- Sogno di una Notte di Mezza Estate, di William Shakespeare, adattamento di Melissa Regolanti (2015)
- Piano B., di Giulia Bolatti (2015)
- La caduta di Gea, di Fabio Omodei (2018)
- Sotto il sole l'oscurità, adattamento de La svastica sul sole di Philip K. Dick a cura di Luca Pastore (2018)
- Bunker, di Roberto Nugnes, regia di Luca Pastore (2019)
- Romeo e Giulietta, di William Shakespeare, adattamento di Luca Pastore (2019)
- Stellina, di Carla Marchini (2019)
- “ Don Chisciotte”, regia di Alessio Boni, Marcello Prayer e Roberto Aldorasi (2022)

## Libri
- Antropozoologie - Studio verosimile di una realtà grottesca, Buccino, Eretica Edizioni, 2019. ISBN 9788833441306
- Il Serenissimo - Ovvero, l'inatteso fascino della mediocrità, Roma, Rogas Edizioni, 2021. ISBN 9788899700539
- L’annoiata e discreta settimana del tempo, Roma, Libero Marzetto Editore, 2022. ISBN 9791280601063